# Les Moitiers-en-Bauptois
Les Moitiers-en-Bauptois település Franciaországban, Manche megyében. Lakosainak száma 318 fő (2018. január 1.). Les Moitiers-en-Bauptois La Bonneville, Cretteville, Étienville, Picauville, Varenguebec és Vindefontaine községekkel határos.

## Népesség
A település népességének változása:
| Lakosok száma | 267  | 268  | 268  | 305  | 288  | 337  | 348  | 337  | 318  | 318  |
|               | 1968 | 1975 | 1982 | 1990 | 1999 | 2011 | 2013 | 2015 | 2017 | 2018 |